# Ielena Kouchnerova
Ielena Kouchnerova (en russe : Елена Кушнерова) est une pianiste russe, née le 6 janvier 1959 à Moscou, en Union soviétique.

## Biographie
Ielena Kouchnerova appartient à une famille de musiciens, et commença à jouer du piano à cinq ans. Elle donna son premier concert avec un orchestre à neuf ans, et enregistra le Concerto pour clavier en fa mineur de Johann Sebastian Bach pour Radio Moscou avec le chef d'orchestre Emin Khatchatourian.
Elle est remarquée à l'École centrale de musique de Moscou, où elle étudie le piano avec Tatiana Kestner, également professeur d’Andreï Gavrilov et Nikolaï Louganski. Elle continue ses études au prestigieux conservatoire Tchaïkovski de Moscou, avec Sergueï Dorenski.
Ielena Kouchnerova est contrainte à l’émigration en Allemagne en 1992 où elle vit actuellement.
Elle acquiert rapidement une renommée internationale et commence une carrière de concertiste, qui l’amène à se produire en Europe occidentale, aux États-Unis, en Afrique du Sud et au Japon.